# قصر آخن
كان قصر آخن عبارة عن مجموعة من المباني ذات الأغراض السكنية والسياسية والدينية التي اختارها شارلمان لتكون مركز قوة الإمبراطورية الكارولنجية . يقع القصر شمال مدينة آخن الحالية ، اليوم في أرض شمال الراين وستفاليا الألمانية . تم بناء معظم القصر الكارولينجي في تسعينيات القرن السابع عشر ، لكن الأعمال استمرت حتى وفاة شارلمان عام 814. كانت الخطط ، التي رسمها أودو من ميتز ، جزءًا من برنامج تجديد المملكة الذي قرره الحاكم. تم تدمير جزء كبير من القصر اليوم ، ولكن تم الحفاظ على كنيسة Palatine وتعتبر تحفة من العمارة الكارولنجية ومثالًا مميزًا للهندسة المعمارية من عصر النهضة الكارولينجي .

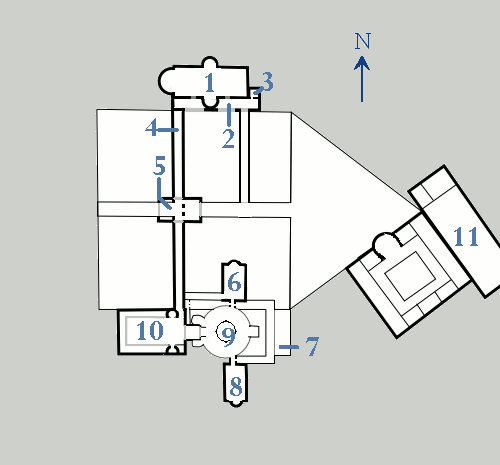
مخطط مبسط: 1 = قاعة المجلس ؛ 2 = الشرفة ؛ 3 = الخزينة والمحفوظات ؛ 4 = معرض ؛ 5 = المحكمة والحامية ؛ 6 = ميتاتوريوم ؛ 7 = كوريا ؛ 8 = السكرتاريوم ؛ 9 = مصلى ؛ 10 = الأذين ؛ 11 = الحرارة